# Weyse Fonden
Weyse Fonden blev stiftet i 2001 af den schweizisk-australske professor Hans Kuhn. Fondens formål er at fremme kendskabet til komponisten C.E.F. Weyse og musikken fra den danske guldalder.
Ifølge fundatsen giver Weyse Fonden støtte til opførelser og udgivelser af dansk musik fra slutningen af det 18. århundrede til slutningen af det 19. århundrede.
Weyse Fondens hjemsted er København, og den ledes af en bestyrelse på fem personer, der repræsenterer danske kulturinstitutioner.